# Pieter Wilhelmus Kamphuisen
Pieter Wilhelmus Kamphuisen (Gouda, 6 maart 1897 — Arnhem, 16 augustus 1961) was een Nederlands jurist. Hij was als hoogleraar staats- en administratief recht verbonden aan de Radboud Universiteit.

## Biografie
Pieter Wilhelmus Kamphuisen werd geboren op 6 maart 1897 in Gouda als zoon van Jacobus Gerardus Cornelis Kamphuisen en Martina Cornelia de Raadt. Hij ging in zijn geboortestad naar de hogereburgerschool. Nadien verhuisde hij naar Arnhem waar hij het gymnasium doorliep. Vervolgens schreef hij zich in 1919 in voor een rechtenstudie aan de Universiteit Leiden. Hij promoveerde in 1922 op het proefschrift De codificatiegedachte in het Romeinsche rijk.  Vervolgens werkte hij enige jaren als advocaat in Middelburg. In 1928 werd hij het hoofd van de juridische afdeling van de Algemene Kunstzijde Unie. Hij bleef tot aan zijn dood bij dit bedrijf betrokken. Na de Tweede Wereldoorlog werd hij gedelegeerd commissaris en in 1958 president-commissaris.
Hij werd in 1933 benoemd tot hoogleraar staats- en administratief recht aan de Radboud Universiteit te Nijmegen als opvolger van de overleden Jos van der Grinten. Hij aanvaardde dit ambt met een rede over interpretatie in het staatsrecht. Hij verdedigde het standpunt dat het naast de wetgever ook de taak van de rechter is om het recht actueel te houden en dat de rechter desnoods voor nieuw recht diende te zorgen. Tijdens het collegejaar 1940-1941 was hij rector magnificus maar moest deze functie op de last van de bezetter vroegtijdig neerleggen. Het was bekend dat hij ernstige bezwaren had tegen de nationaal socialistische ideologieën van de bezetters. Zijn vrijzinnigheid en betrokkenheid bij de Algemene Kunstzijde Unie ergerde het College van Curatoren van de Radboud Universiteit en dat lieten ze merken door te voorkomen dat hij de vakken van de in 1941 overleden hoogleraar Egidius van der Heijden (bestuurlijk- en handelsrecht) kon overnemen. Kamphuisen snapte dat hij niet gewenst was en legde daarom in 1945 zijn hoogleraarschap neer. Nadien is hij zich meer gaan focussen op het bedrijfsleven.
In 1946 werd hij raadsheer-plaatsvervanger bij het Gerechtshof Arnhem. Zijn gedachtegoed vatte hij samen in een preadvies voor het Thijmgenootschap getiteld Contractvrijheid (1957). Hij meent dat contractvrijheid in zekere mate een eis is voor het natuurlijk-zedelijk recht maar heeft volgens hem geen juridische betekenis binnen het natuurrecht. De menselijke samenleving heeft vrijheid nodig om functioneel te zijn. Het preadvies leidde tot een verzoek aan de wetgever om te zorgen dat de contractsvrijheid zo min mogelijk beperkt wordt. Hij was in 1961 de voorzitter van de vergadering van de Nederlandse Juristen-Vereniging.
Hij overleed op 16 augustus 1961 in Arnhem.

## Publicaties (selectie)
- Verzameld werk van Prof. Mr. P.W. Kamphuisen. (1963, onder redactie van H.J. Pabbruwe).
- Dwaling bij obligatoire overeenkomsten (1961).
- Contractsvrijheid: twee preadviezen uitgebracht in de vergadering van 1 juni 1957 te Groningen van de rechtskundige afdeling van het Thijmgenootschap : met verslag van de gehouden gedachtenwisseling (1957).
- De collectieve en de individuele arbeidsovereenkomst (1956).
- De Katholieke Universiteit in 1940-1941  (1941).
- Beschouwingen over rechtswetenschap (1938).
- Koning en minister; een staatsrechtelijke studie (1935).
- De Codificatiegedachte in het Romeinsche Rijk. (1922).